# Washington Tais
Washington Eduardo Tais Bidegain (Montevideo, 21 de diciembre de 1972) es un exfutbolista internacional uruguayo. Jugaba de lateral y su primer equipo fue Peñarol, con el cual conquistó cinco títulos de forma consecutiva, en lo que fue el Segundo Quinquenio de Oro de Peñarol de la institución. Posteriormente se marchó a España, donde jugó en el Real Racing Club de Santander y el Real Betis Balompié.

## Selección nacional
Fue internacional con la selección de fútbol de Uruguay en 18 ocasiones sin marcar goles. Debutó el 18 de enero de 1995 en un partido amistoso en el Estadio de Riazor ante la selección de fútbol de España que terminaría en empate 2 a 2.

## Clubes
| Club                | País    | Año       | Partidos | Goles |
| ------------------- | ------- | --------- | -------- | ----- |
| C. A. Peñarol       | Uruguay | 1992-1997 | 78       | 24    |
| Racing de Santander | España  | 1997-2001 | 125      | 5     |
| Real Betis Balompié | España  | 2001-2005 | 45       | 1     |
| Danubio F. C.       | Uruguay | 2011-2012 | 30       | 1     |
| Miramar Misiones    | Uruguay | 2012-2013 | 18       | 1     |

## Palmarés

### Campeonatos nacionales
| Título              | Club                | País    | Año  |
| ------------------- | ------------------- | ------- | ---- |
| Campeonato Uruguayo | C. A. Peñarol       | Uruguay | 1993 |
| Campeonato Uruguayo | C. A. Peñarol       | Uruguay | 1994 |
| Campeonato Uruguayo | C. A. Peñarol       | Uruguay | 1995 |
| Campeonato Uruguayo | C. A. Peñarol       | Uruguay | 1996 |
| Campeonato Uruguayo | C. A. Peñarol       | Uruguay | 1997 |
| Copa del Rey        | Real Betis Balompié | España  | 2005 |